# Jean-Yves Thériault (kick-boxeur)
Pour les articles homonymes, voir Jean-Yves Thériault et Thériault.
Jean-Yves Thériault, né le 15 janvier 1955 à Paquetville, est un champion canadien de kick-boxing et bien plus que ça, une légende du full-contact des années 1980 et des années 1990.
En 1980, il remporte le titre de Champion du monde de kickboxing (version Full-contact) chez les poids moyens, titre qu'il conservera pendant quinze ans, jusqu'à sa retraite de la compétition le 1er décembre 1995.
Largement reconnu par ses pairs, il a été nommé Full-Contact Fighter of the Year en 1983 par le magazine américain Black Belt.